# Вторая конголезская война
Втора́я конголе́зская война́ (фр. Deuxième guerre du Congo), также известна как Вели́кая африка́нская война (1998—2003) — война на территории Демократической Республики Конго, в которой участвовало более двадцати вооружённых групп, представлявших девять государств. К 2008 году в результате войны и последующих событий погибло 5,4 миллиона человек, в основном от болезней и голода, что делает эту войну одной из самых кровопролитных в мировой истории и самым смертоносным конфликтом со времён Второй мировой войны.
В ходе конфликта иностранные участники, напрямую или через посредников, взяли под контроль большую часть месторождений полезных ископаемых ДР Конго, таких как золото и алмазы. Эти ресурсы находились в руках Анголы, Зимбабве, Руанды и Уганды, которые в данной сфере сотрудничали с западными державами, а иногда полностью действовали в их интересах. Помимо экономических аспектов, у иностранного вмешательства были и политические мотивы. Например, в конфликте между Суданом и Угандой и в восстании УНИТА в Анголе. Они использовали территорию Конго для поставки оружия и боеприпасов. Намибия приняла участие из-за союзнических обязательств перед Анголой. Зимбабве стремилась за счёт конфликта стать региональной державой, потеснив ЮАР.

## Предпосылки
Истоки конфликта восходят к геноциду в Руанде 1994 года, когда огромное количество беженцев тутси оказалось на территории Заира (так до 1997 года называлась Демократическая Республика Конго). После прихода к власти в Руанде Руандийского патриотического фронта в Заир хлынул поток беженцев хуту, многие из которых были замешаны в геноциде. Де-факто руандийская гражданская война перекинулась на территорию Заира, которую вооружённые группы радикалов-хуту использовали как тыловую базу для набегов на Руанду.
В 1996—1997 годах новое руандийское правительство во главе с Полем Кагаме, преследовавшее политических противников, поддержало выступление коалиции оппозиционных движений под общим руководством Лорана Кабила против диктатора Заира Мобуту Сесе Секо. Тутси, как руандийские, так и местные, проживающие на востоке страны (известные здесь как баньямуленге), составили значительную часть вооружённых сил мятежников. Результатом войны стало падение тридцатилетнего режима Мобуту, однако вскоре (в июле 1998 года) новый президент Заира Кабила решил отстранить бывших союзников от власти. 27 июля 1998 года он заявил, что высылает из страны всех иностранных военных и гражданских чиновников (преимущественно тутси) и расформировывает подразделения конголезской армии, укомплектованные лицами неконголезского происхождения, которых он обвинил в намерении «восстановить средневековую империю тутси» (Тутсиленд).

## Хроника войны

### Очаг
2 августа 1998 года военные-тутси (10-й батальон, 222-я бригада) во главе с генерал-майором Ондеканом — бывшим соратником президента Кабила — подняли мятеж на востоке страны в городе Гома, на следующий день повстанцы установили контроль над городами Увира и Букаву и 60-тысячной армией двинулись к столице Киншасе. 23 августа они достигли Кисангани. Оттуда одна группировка мятежников направилась на юг, где после успешной битвы за Кинду (3-10 октября) вторглась в южную провинцию Катангу, а другая открыла экваториальный фронт и в ноябре 1998 года захватила Бумбу. Правительство Кабила решило поддержать врагов своих врагов, то есть хуту, замешанных в геноциде в Руанде. Начались кровавые столкновения с массовыми убийствами мирных жителей и расправами над военнопленными. Широкое распространение получили групповые изнасилования. До сих пор продолжаются споры, чем же являлось восстание тутси: мятежом или интервенцией Руанды и Уганды. Большинство свидетелей и исследователей показывает, что реальную власть на местах осуществляли не восставшие конголезские тутси, а офицеры из Уганды и Руанды, которым была выгодна эскалация конфликта.
Причины конфликта:
1. Этнические.
Жёсткий конфликт между тутси и хуту со времён геноцида в Руанде, на который наложилось множество других межэтнических противоречий. Четыре главных этноса страны составляли только 45 % населения.
2. Внешнеполитические.
2.1. Стремление правительств Уганды, Руанды, Бурунди расправиться со своими врагами, которые находились на территории ДРК (военные организации хуту и другие группировки, борющиеся за свержение правительств этих стран).
2.2. Стремление других стран региона противостоять усилению позиций Уганды, Руанды и Бурунди. Судан стремился воевать с Угандой чужими руками. Намибия вступила в силу союзнических обязательств перед Анголой. Ангола стремилась расправиться с повстанцами УНИТА, размещавшимися на территории Конго. Зимбабве воевала из-за амбиций диктатора Мугабе.
2.3. Стремление стран региона воспользоваться богатыми минеральными ресурсами ДРК. Северная Корея отправила в помощь официальному правительству ДРК 400 специалистов для подготовки военных и тысячи единиц оружия в обмен на будущие поставки меди, кобальта и урана.
2.4. Отсутствие твёрдой поддержки какой-либо из сторон конфликта, включая правительство ДРК, со стороны ведущих держав мира.
3. Экономические.
Неспособность правительства Кабила повысить уровень жизни населения. ДРК по среднему душевому доходу находится на предпоследнем месте в мире. После мирного соглашения 2002 года удалось увеличить экспорт минерального сырья. Но в 2008 году цены на экспортную продукцию страны упали, и конфликт возобновился.

### Западный фронт
Вскоре после мятежа тутси полковник Джеймс Кабарере совершил рейд на Киншасу, захватил транспортный Боинг и 3 августа с отрядом верных ему бойцов вылетел из города Гома на авиабазу города Китона. При помощи расквартированных там тутси ему удалось увеличить численность группировки до 3 тысяч бойцов и фактически открыть второй фронт мятежа на западе страны, создав серьёзную опасность для столицы. К 11 августа он захватил города Бома и Матади. 13 августа — ГЭС Инга, снабжающую столицу электроэнергией. Лоран Кабила обратился за помощью к правительству Анголы. Повстанцы развили успешное наступление на столицу, захватив города Сонгололо 16 августа и Мбанза-Нгунга 20 августа. Разыгралась битва за Матади, в которую на стороне правительства вмешались ангольские формирования из Кабинды под предводительством де Матоса. 31 августа ангольские войска вытеснили повстанцев из Матади, а 1 сентября из Китоны.

### Эскалация
К концу 1998 года гражданский конфликт в Конго окончательно перерос в общеафриканский. 6 ноября регулярные части руандийской армии вторглись в ДР Конго. На юге страны зимой 1998—весной 1999 годов произошли ожесточённые бои с использованием военно-воздушных сил между формированиями Движения за конголезскую демократию (РКД) и руандийскими войсками, с одной стороны, и намибийско-зимбабвийскими войсками — с другой (Оборона Кабало, Мбужи-Майи). В начале декабря 1999 года разгорелись ожесточённые бои за город Моба на берегу озера Танганьика, где повстанцы, которые захватили город ещё в декабре 1998 года, понесли ощутимые потери.

### Битва за Экваториальную провинцию
Утром 4 декабря 1998 года анголо-зимбабвийские войска атаковали позиции конголезских повстанцев к западу от города Бумба со стороны населённого пункта Лисала. Летом 1999 года разгорелись ожесточённые бои на севере Конго в Экваториальной провинции (Джомбо, Бокунгу, Лусенго, Маканза и Богбонга) между конголезскими и анголо-зимбабвийскими повстанцами и правительственными войсками, на стороне последних выступила суданская авиация. 18 июля 1999 года повстанцы повторно (первый раз их вытеснили в январе) захватили город Гемена на севере страны, вытеснив оттуда чадских интервентов.

### Лусакское соглашение
Представители Сообщества развития Юга Африки, Организации африканского единства и ООН провели встречу с 21 по 27 июня 1999 года в Лусаке и разработали соглашение о прекращении огня. Министры обороны и иностранных дел от сторон конфликта встречались с 29 июня по 7 июля для обсуждения договора. Главы государств Анголы, Демократической Республики Конго, Намибии, Руанды, Уганды, Замбии и Зимбабве подписали соглашение в Лусаке 10 июля 1999 года.
Стороны договорились прекратить все военные операции в течение 24 часов после подписания соглашения (Статья I, пункт 2, раздел С). Запрещались дальнейшие военные передвижения или передача вооружений на поле боя, все государства призывались к уважению прав человека и защите гражданских лиц (Статья I). Освобождались все военнопленные (Статья III, пункт 8), Международный Красный Крест должен был оказать помощь раненым (Статья III, пункт 9). Было дано согласие на развёртывание международных сил ООН по поддержанию мира (Статья XI) в соответствии с главой VII Устава ООН. В этом документе также была просьба к Организации африканского единства временно привлечь силы для поддержания мира в борьбе с группами боевиков, пока не прибудут силы ООН. Mwesiga Laurent Baregu и Chris Landsberg из Международной академии мира подвергли критике этот договор в 2003 году, заявив, Организация африканского единства была подавлена, а Сообщество развития Юга Африки больше не имело возможностей для разрешения конфликта.
15 июля 1999 года Генеральный секретарь ООН опубликовал доклад, согласно которому было рекомендовано направить наблюдательную миссию в ДР Конго. 23 июля Государственный департамент США объявил о своей поддержке миротворческой миссии. Освободительное движение Конго подписало соглашение 1 августа. Пять дней спустя Совет Безопасности ООН принял резолюцию 1258 о направлении офицеров связи в столицы стран, подписавших соглашение о прекращении огня и учредил совместную военную комиссию для контроля за её осуществлением. Движение за конголезскую демократию подписало соглашение 31 августа. Резолюцией 1273 Совет Безопасности учредил Миссию ООН в ДР Конго.

### Последний период и окончание войны
В августе 1999 года произошли столкновения солдат угандийской и руандийской армий в Кисангани.
В октябре 2000 года произошла битва за приграничный с Замбией город Пвето на берегу озера Мверу.
16 января 2001 года на заседании военного совета при не вполне ясных обстоятельствах (по официальной версии — во время попытки государственного переворота) был убит президент Демократической Республики Конго Лоран-Дезире Кабила (получив ранения, он был доставлен на самолёте в Зимбабве, где два дня спустя было объявлено о его смерти). Его преемником стал его 29-летний сын Жозеф Кабила.
16 марта 2002 года после ожесточённых боёв повстанцы захватили город Молиро на побережье озера Танганьика.
14 мая 2002 после попытки неудачного восстания в Кисангани, когда мятежники захватили местную радиостанцию и призвали покончить с засильем руандийцев, случилась бойня в Кисангани — расправа над несколькими мятежными солдатами ДРК и двумя сотнями подозреваемых участников выступления.
20 июля 2002 года в Претории было подписано мирное соглашение между президентом Жозефом Кабила и руандийским президентом — тутси Полем Кагаме о выводе 20-тысячного контингента руандийской армии, официальном признании организаций тутси на территории Конго, разоружении вооружённых формирований хуту. Генерал-майор Жан-Пьер Ондекан стал министром обороны нового временного правительства ДРК.
30 июня 2003 года в Киншасе повстанцы и президент Кабила подписали окончательное мирное соглашение, поделив власть.

## Результаты
За время войны, по разным оценкам, погибло от 4 до 5,4 миллионов человек, главным образом от эпидемий и голода.
Повстанческие военизированные группировки занимались экспроприацией крупного рогатого скота у местного населения. Брали налог по 1 доллару с домохозяйства. Полмиллиона женщин подверглись сексуальному насилию. В том числе были случаи изнасилования пятилетних. Практиковались массовые расчленения людей.
В 2004—2009 годах в Киву продолжался ожесточённый конфликт между правительством ДРК и повстанцами тутси. В 2012—2013 годах в Конго бушевала новая война, на этот раз между правительственными войсками президента Кабилы при поддержке миротворцев ООН и повстанцами из «Движения 23 марта», которых поддерживали Руанда и Уганда.
В 2017 году более двух миллионов человек бежали из своих домов.

## Уроженцы бывшего СССР
После распада СССР большое число военных по различным причинам вынуждены были уйти со службы. Похожая ситуация была и в гражданских отраслях. В поисках заработка они направились в различные «горячие точки» как на постсоветском пространстве, так и вне. По словам президента российской Ассоциации лётного состава Анатолия Кочура, за границу уехали около 7 тыс. лётчиков и техников из бывшего СССР, большинство из них по частным контрактам. Судьба многих осталась неизвестна. Только в Африке из 400 пилотов, летавших по частным контрактам, половина попали в плен или погибли. Непосредственно в ДР Конго наёмники появились ещё в середине 1990-х, некоторые из них участвовали в Первой конголезской. Большинство являлись пилотами военной и гражданской авиации и действовали в интересах правительственных сил. Во Второй конголезской также зафиксировано их участие.
Лётчики базировались на аэродромах Гома и Букаву, средняя заработная плата наёмников составляла от 1 до 1,5 тысяч долларов в месяц. Боевые вылеты осуществлялись на четырёх Су-25, закупленных в Грузии по контракту 1999 года Тбилисского авиационного завода, в том числе два самолёта постройки 1991 года (заводские номера 25508110578 и 25508110579, бортовые номера ВВС ДРК FG-500 и FG-501) и два самолёта новой постройки 1999 года (заводские номера 25508110580 и 25508110581, бортовые номера ВВС ДРК FG-502 и FG-503). Доставка машин из Тбилиси в ДРК была осуществлена в конце 1999 — начале 2000 года, после чего данные четыре штурмовика составили основу боевого потенциала ВВС страны.
В августе 2001 года в джунглях из-за отказа двигателя разбился принадлежавший местной компании Agefreco Air самолёт Ан-28. На месте катастрофы, в 25 км от аэропорта города Букаву, бойцы из отрядов повстанцев и местные жители нашли тела двоих пилотов и трёхлетнего конголезского ребёнка. Ещё семь человек, находившихся в самолёте, получили ранения. Как заявил владелец самолёта Патрис Башенгези, его пилотировали Геннадий Соснин (гражданин России) и Садирдат Аралеев (гражданин Казахстана).
С концом войны иностранцы остались в стране и участвовали в последующих военных конфликтах (см. Конфликт в Киву, Итурийский конфликт). В декабре 2006 года Су-25 (борт FG-503) был потерян, в ходе чего погиб лётчик из Белоруссии О. П. Лихоткин. В июне 2007 года разбился борт FG-501, погиб украинский лётчик А. А. Моргатов. В январе 2017 года в провинции Киву потерпели крушение два Ми-24, за штурвалом которых были белорусские военные специалисты и грузинские наёмники. Один из грузин попал в плен к повстанцам, которые назначили за него выкуп. Летом того же года пленник погиб в перестрелке.